# Epidendrum pseudodifforme
Epidendrum pseudodifforme  Hoehne & Schltr., 1925 là một loài lan epiphytic hiện diện ở Brasil. Không nên nhầm loài lan này với Epidendrum pseudodifforme  Hoehne & Schltr., 1926 nom. illeg., là đồng âm với Epidendrum umbelliferum J.F.Gmel. 1791